# Diggy Simmons

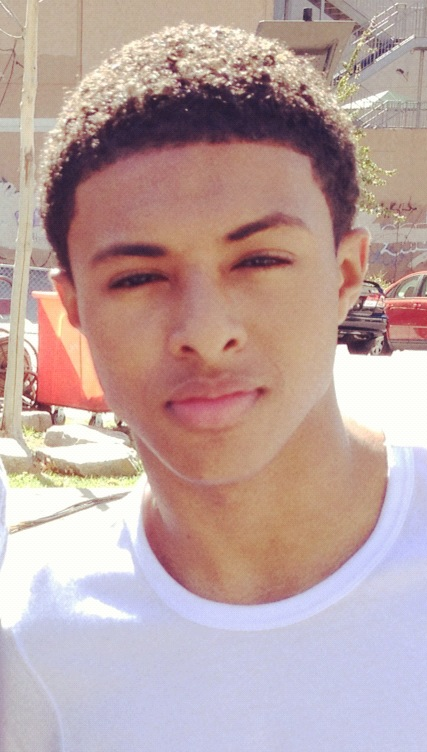
Simmons em 2013.

Daniel Dwayne Simmons III (Nova York, 21 de março de 1995), mais conhecido como Diggy Simmons, é um rapper, cantor e ator estadunidense. Ele é filho de Joseph Simmons, fundador do grupo Run-D.M.C..